# Marktäckande rosor
Marktäckande rosor är rosor som blir bredare än höga. Begreppet är vanligt i handeln, men saknas som egentlig gruppindelning eftersom sorterna är mycket varierande och har olika ursprung. De flesta sorter förs till miniatyrrosor (Rosa, miniatyrrosgruppen), moderna buskrosor (Rosa, moderna buskrosgruppen) och rubiginosarosor (Rosa, rubiginosagruppen).